# Freycinetia excelsa
Freycinetia excelsa är en enhjärtbladig växtart som beskrevs av Ferdinand von Mueller. Freycinetia excelsa ingår i släktet Freycinetia och familjen Pandanaceae. Inga underarter finns listade.